# Брессоль (Эн)
Брессо́ль (фр. Bressolles) — коммуна во Франции, находится в регионе Рона — Альпы. Департамент — Эн. Входит в состав кантона Монлюэль. Округ коммуны — Бурк-ан-Брес.
Код INSEE коммуны — 01062.

## География
Коммуна расположена приблизительно в 400 км к юго-востоку от Парижа, в 24 км северо-восточнее Лиона, в 39 км к югу от Бурк-ан-Бреса.

## Климат
Климат полуконтинентальный с холодной зимой и тёплым летом. Дожди бывают нечасто, в основном летом.

## Население
Население коммуны на 2010 год составляло 709 человек.
| 1962 | 1968 | 1975 | 1982 | 1990 | 1999 | 2010 |
| ---- | ---- | ---- | ---- | ---- | ---- | ---- |
| 226  | 252  | 270  | 446  | 480  | 587  | 709  |

## Администрация
| Период | Период | Фамилия      | Партия | Примечания |
| ------ | ------ | ------------ | ------ | ---------- |
| 1983   | 2008   | Ален Аврийон |        |            |
| 2008   | 2014   | Андре Бюрле  |        |            |
| 2014   | 2020   | Фабрис Бовуа |        |            |

## Экономика
В 2010 году среди 465 человек трудоспособного возраста (15—64 лет) 350 были экономически активными, 115 — неактивными (показатель активности — 75,3 %, в 1999 году было 71,1 %). Из 350 активных жителей работали 340 человек (177 мужчин и 163 женщины), безработных было 10 (8 мужчин и 2 женщины). Среди 115 неактивных 44 человека были учениками или студентами, 52 — пенсионерами, 19 были неактивными по другим причинам.

## Фотогалерея

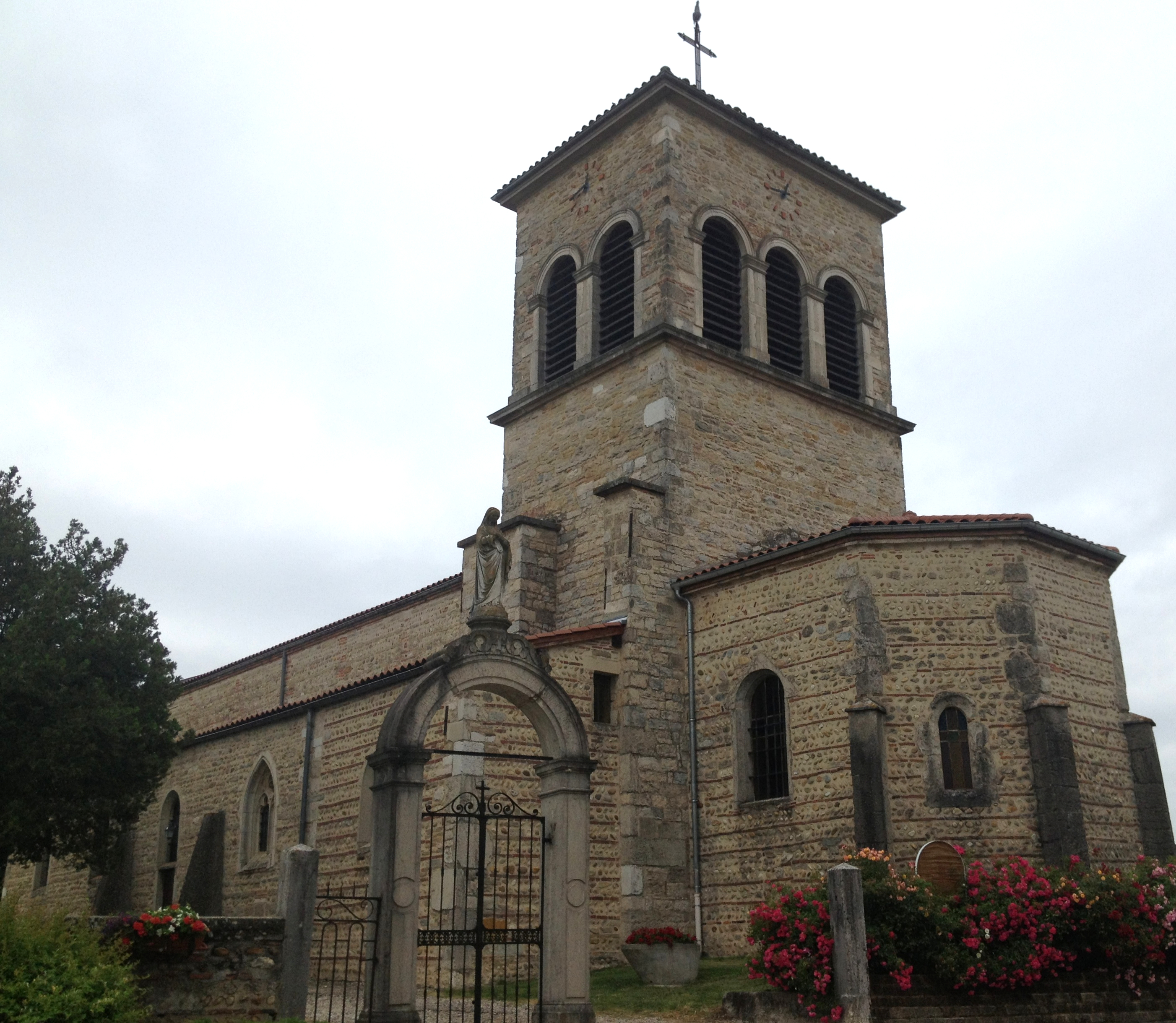
Церковь Сен-Марселлен
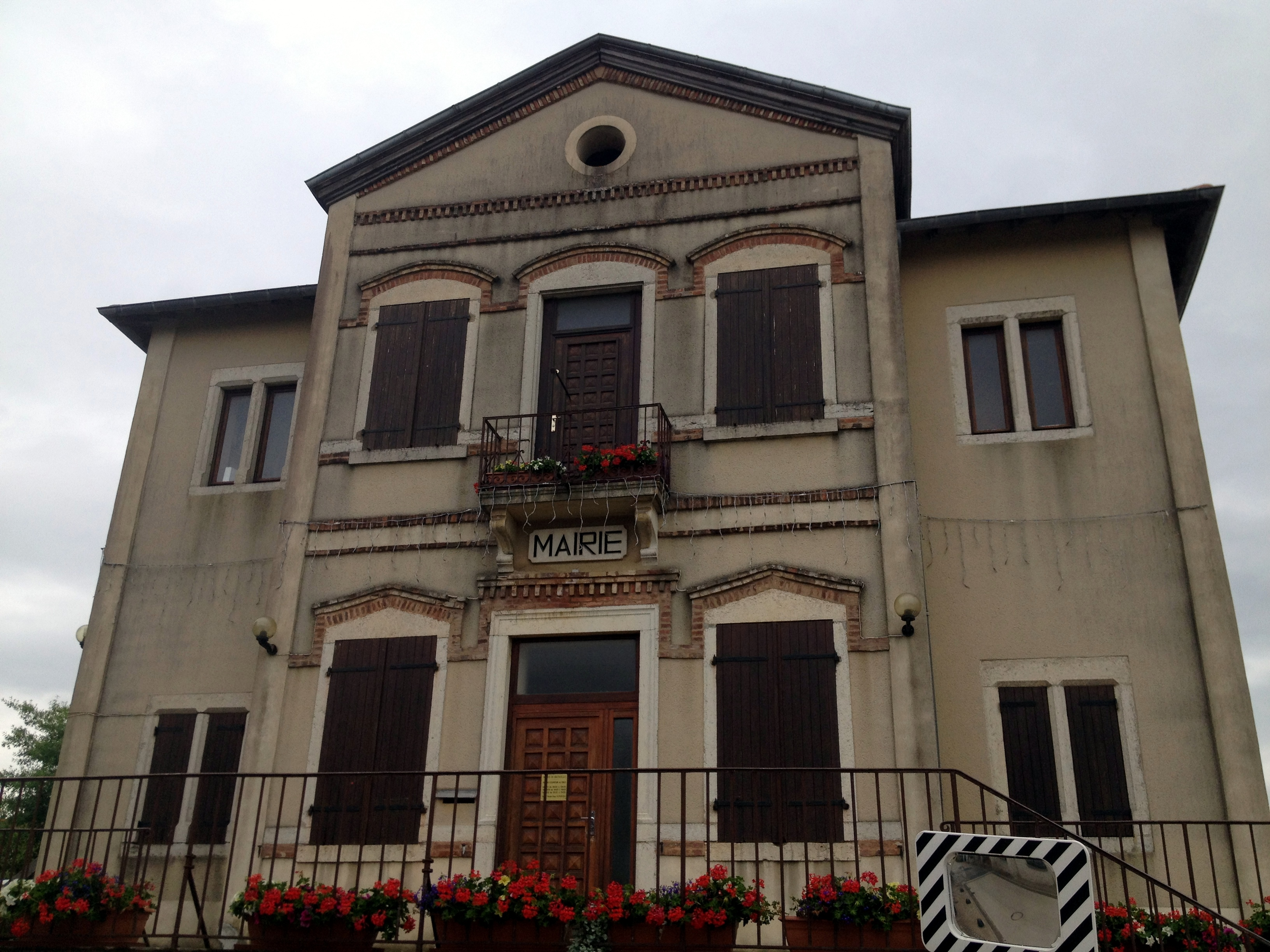
Мэрия
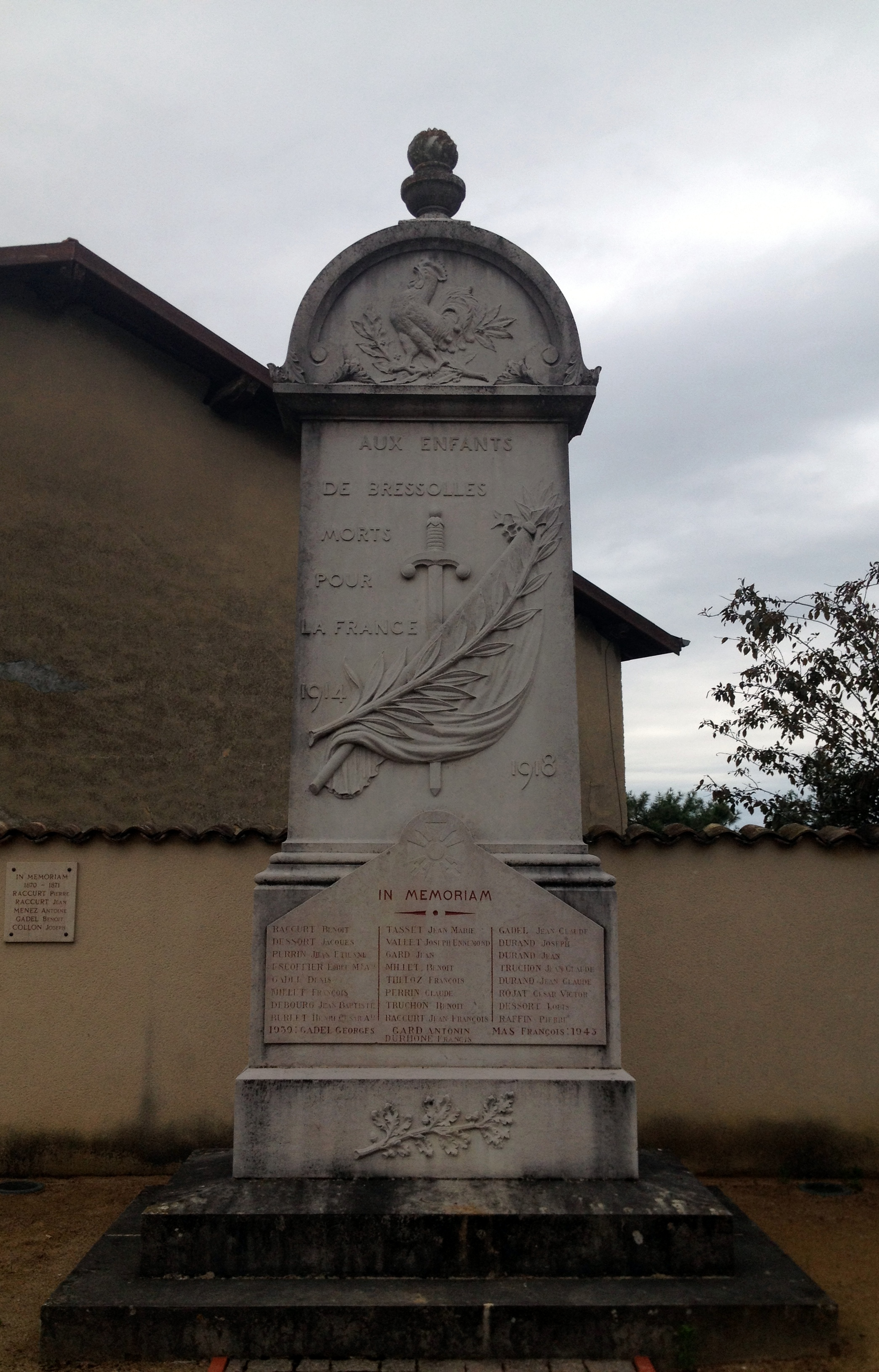
Военный мемориал
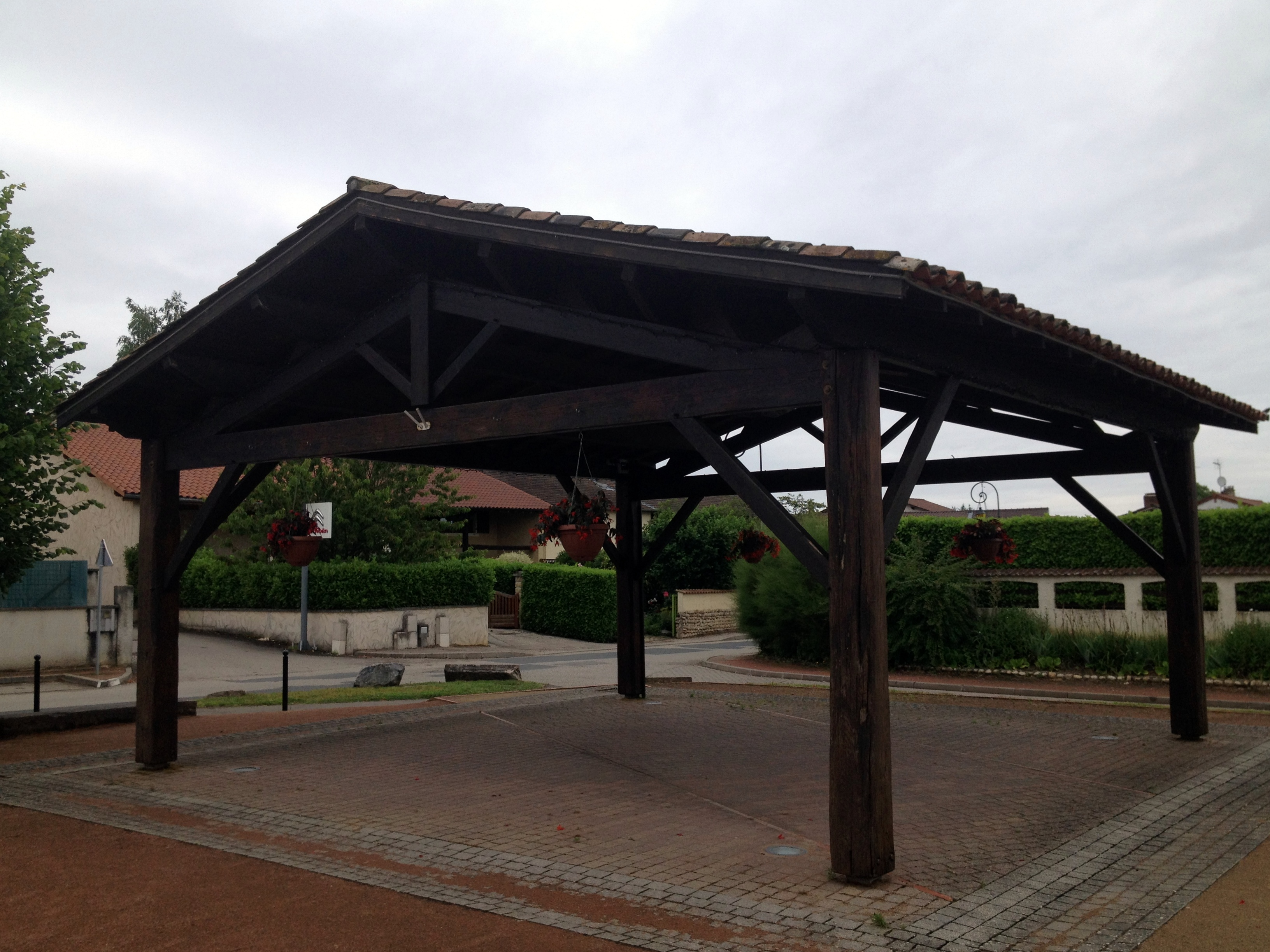
Крытый рынок
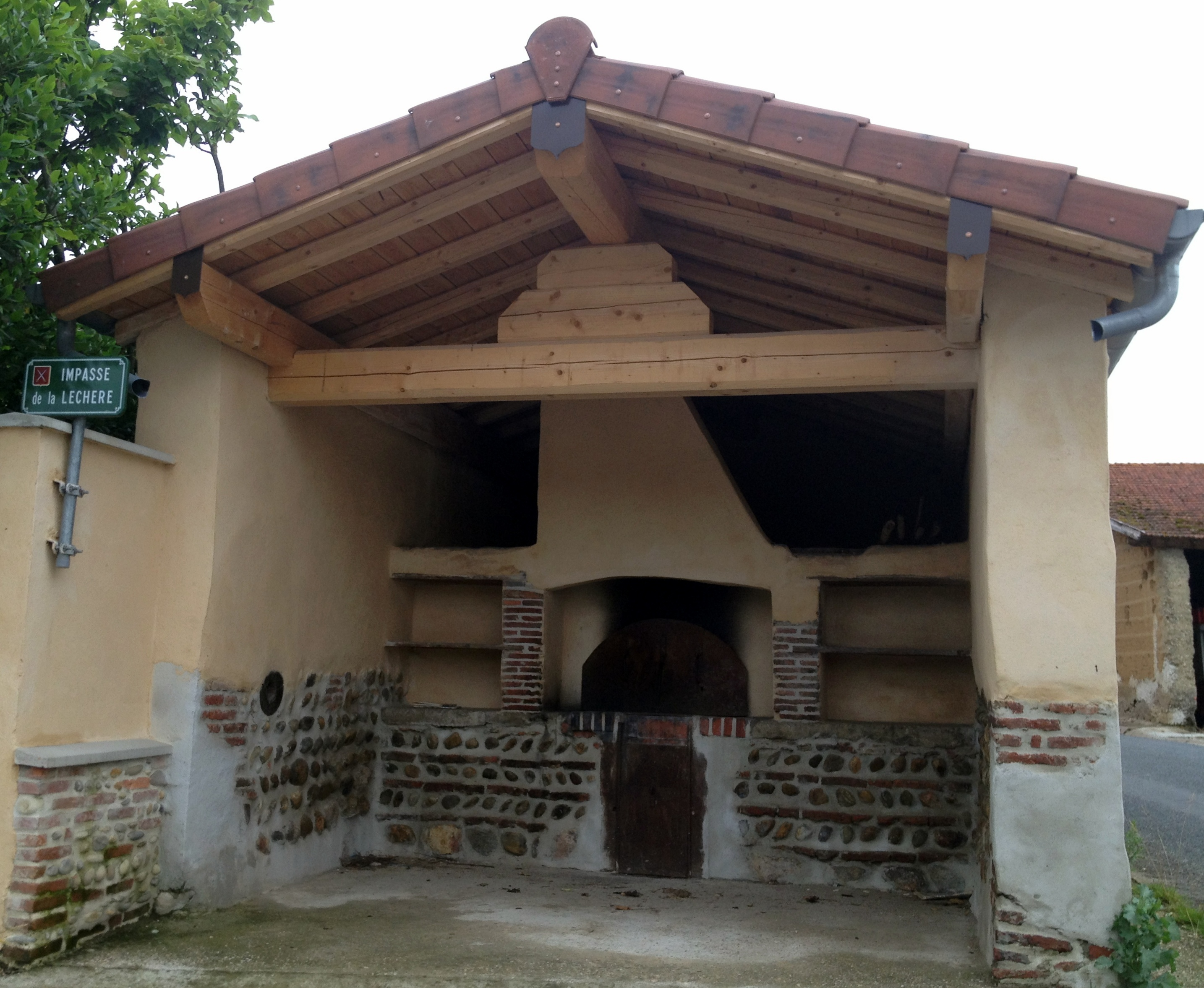
Печь
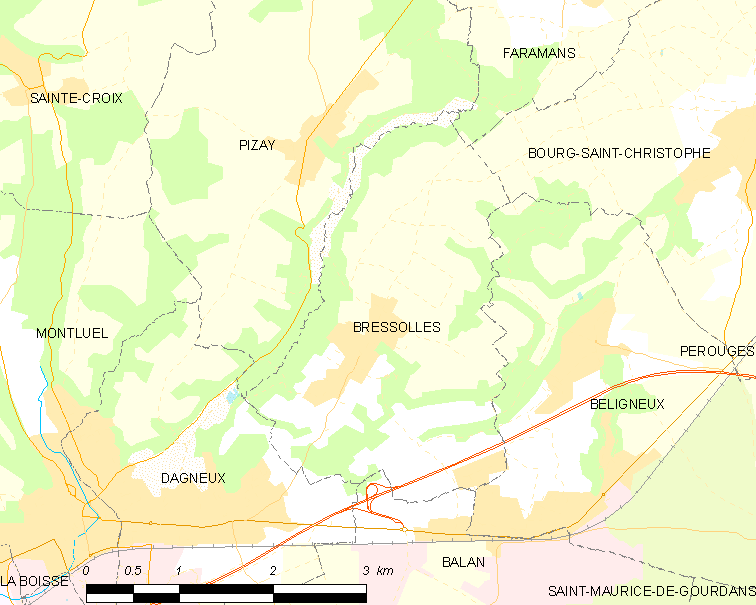
Карта коммуны